# (505679) 2014 WT69
(505679) 2014 WT69, também escrito como (505679) 2014 WT69, é um objeto transnetuniano que está localizado no disco disperso, uma região do Sistema Solar. Ele possui uma magnitude absoluta de 5,7 e tem um diâmetro estimado de cerca de 319 km. O astrônomo Mike Brown lista este corpo celeste em sua página na internet como um candidato a possível planeta anão.

## Descoberta
(505679) 2014 WT69 foi descoberto no dia 17 de novembro de 2014 pelo Pan-STARRS 1.

## Órbita
A órbita de (505679) 2014 WT69 tem uma excentricidade de 0,419 e possui um semieixo maior de 76,654 UA. O seu periélio leva o mesmo a uma distância de 44,546 UA em relação ao Sol e seu afélio a 109 UA.